# Lemur Conservation Foundation
A Lemur Conservation Foundation (LCF) ou Fundação para Conservação dos Lêmures é uma pequena organização americana sem fins lucrativos que trabalha junto com o Duke Lemur Center, LCF Scientific Advisory Council (incluindo o Dr. Ian Tattersall), a Associação de Zoológicos e Aquários (AZA), Prosimian Taxon Advisory Group (TAG), e o Species Survival Plan (SSP) coordenadores. A sua reserva fica em Mayakka City, onde busca a preservação de todas raças de lêmures existentes, e a educação da população para não matar ou caçar esses animais.